# 朝びらき丸 東の海へ
『朝びらき丸 東の海へ』（あさびらきまる ひがしのうみへ、原題：The Voyage of the Dawn Treader ）は、C・S・ルイスによる児童文学「ナルニア国物語」7部作のうち、3番目に執筆・出版された作品。1952年に出版された。ナルニア年代記として時系列順にみると、『カスピアン王子のつのぶえ』に続く5番目、カスピアン王時代初期の物語にあたる。

## 概要
ルーシーとエドマンドは、いとこのユースチスとともにナルニアに戻り、カスピアン王とともに東の海を目指して航海する。カスピアンの父の友である7人の偉人たちを探す航海中、さまざまな不思議な島・出来事に出会う。世界の果てへの航海から戻ったカスピアンはその後、「航海王」（Caspian the Seafarer）と呼ばれるようになる。大航海時代や大英帝国の植民地支配を髣髴させる場面も出てくる航海の物語である。

## 登場人物
- ルーシー・ペベンシー：以前にも2度ナルニアに来た事がある。エドマンドの妹。
- エドマンド・ペベンシー：以前にも2度ナルニアに来た事がある。ルーシーの兄。
- ユースチス・クラレンス・スクラブ：エドマンドやルーシーのいとこ。ひねくれていて竜になってしまう。
- カスピアン王：ピーター、スーザン、エドマンド、ルーシーの兄弟が王位につけた若い王。
- リーピチープ：もの言うねずみ。
- アスラン：ライオン。「大帝の息子」でナルニアの創造主。

## あらすじ
ルーシーとエドマンドは、いとこのユースチス・スクラブの家に預けられる。スクラブ家は非常に進歩的な思想の一家で、二人はどうしてもユースチスが好きになれない。ある日、壁にかかった絵に描かれた、ナルニア風の帆船が浮かぶ海に三人は吸い込まれる。絵の中に見た帆船に救い上げられた彼らは、前回の冒険で出会った少年王カスピアンに再会する。カスピアンは、亡き父の7人の友人が東の海に向けて旅立った、そのあとを探す航海の途上であった。ルーシー達はそのまま船に乗ってカスピアン一行と共に、ナルニアの東の果てに向かう。海も、立ち寄る島々も不思議に満ちていた。ある島では人売りたちにつかまり、ある島では星人（ほしびと）に出会い、またある島ではユースチスが貪欲な心を抱いて竜の宝の上で眠り、竜になってしまう。やがて世界の果てにたどりついたとき、リーピチープは小舟に乗ってさらにその先へ進もうとする。

## 日本語版
- 朝びらき丸 東の海へ ナルニア国ものがたり (3) （ポーリン・ベインズ（イラスト）、瀬田貞二訳、岩波書店）
- ドーン・トレッダー号の航海　ナルニア国物語（5）（土屋京子訳、立原透耶 解説、光文社古典新訳文庫、2017年）
- 夜明けのむこう号の航海　ナルニア国物語（3）（河合祥一郎訳、ソノムラ（挿画）、角川文庫、2021年）

## 映画
- 『ナルニア国物語/第3章: アスラン王と魔法の島』を参照。